# Vasilij Rudenkov
Vasilij Vasil'evič Rudenkov (in russo Василий Васильевич Руденков?; Žlobin, 3 maggio 1931 – 2 novembre 1982) è stato un martellista sovietico.

## Biografia
Nato a Žlobin (oggi Bielorussia) con il nome Василий Васильевич Руденков, ai Giochi della XVII Olimpiade vinse l'oro nel lancio del martello superando l'ungherese Gyula Zsivótzky (medaglia d'argento) e il polacco Tadeusz Rut.

## Palmarès
| Anno | Manifestazione  | Sede | Evento              | Risultato | Misura  | Note |
| ---- | --------------- | ---- | ------------------- | --------- | ------- | ---- |
| 1960 | Giochi olimpici | Roma | lancio del martello | Oro       | 67,10 m | RO   |